# Carmenta pyrosoma
Carmenta pyrosoma is een vlinder uit de familie wespvlinders (Sesiidae), onderfamilie Sesiinae.
Carmenta pyrosoma is voor het eerst wetenschappelijk beschreven door Meyrick in 1918. De soort komt voor in het Neotropisch gebied.